# Драгоман (железопътна гара)
Вижте пояснителната страница за други значения на Драгоман.
Железопътна гара Драгоман е железопътна гара на международната железопътна линия София–Белград. Открита е през 1887 г.

## Свързани линии
- Железопътна линия Цариброд - София - Белово

## История
Сградата на железопътната станция Драгоман е построена през 1887 г. с два коловоза. Първоначално са построени приемно здание и магазин. Около станцията, роденият в Табан, Петрушин Мадов построява хан за нуждите на работниците и специалистите по строежа, а след това и за пътниците. Сградата е построена от работници по жп линията от камък и тухли. В по-малка къща до хана живеят италиански строители-инженери. Наименувана е Драгоман по най-близко разположеното селище. С построяването на железопътната станция и хана се поставя началото на новото селище гара Драгоман, което днес е част от Драгоман. През 1889 – 1890 г. около гарата са построени пещи за изпичане на вар, като продукцията се извозва с железопътни вагони от гарата за София. През 1932 г. е построена помпа за вода за парните локомотиви. Гарата е разширена и има осем коловоза. Строят се сгради за гаровите служби – търговска, вагонна и поддържане. През 1978 г., за по-ефективна и по-бърза обработка на товарите за износ и внос, е построен товарен железопътен възел. През 1983 г., северно от гарата, е построен подлез за преминаване на автомобилите към центъра на Драгоман.

## Близки обекти
В близост до железопътната гара се намира центърът на Драгоман, който се достига чрез пешеходен надлез, построен през 1939 г., както и:
- Народно читалище „Драгоман 1925“
- църква „Св. архидякон Стефан“
- Център за опазване на влажните зони „Драгоманско блато“
- Драгоманско блато
- Чепън